# San Dionisio Ocotepec
San Dionisio Ocotepec è una cittadina messicana di 9 487 abitanti, sede municipale e parte del distretto di Tlacolula, nella parte orientale della regione delle Valles Centrales de Oaxaca, nello Stato federato di Oaxaca.